# 무투라

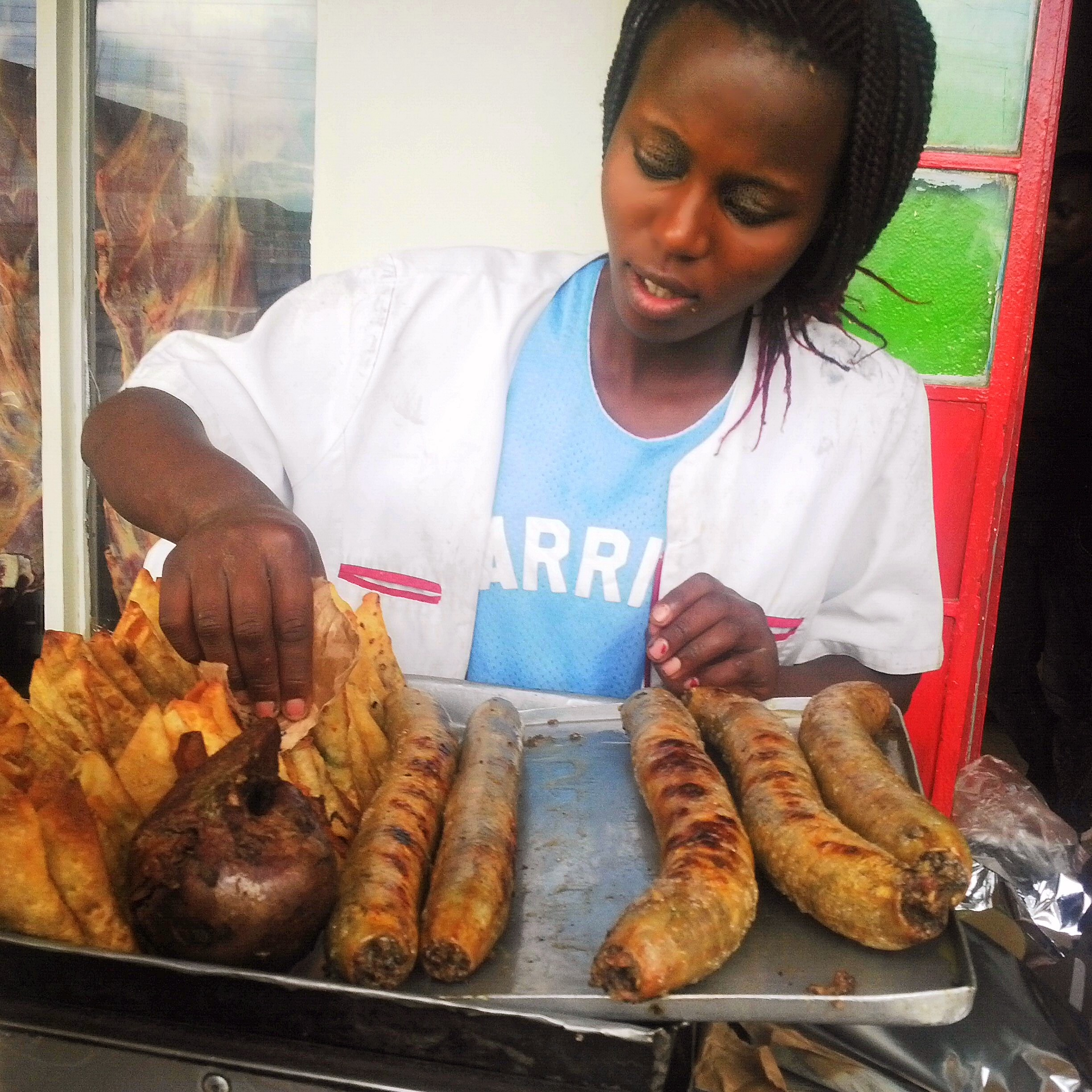
무투라

무투라(스와힐리어: mutura)는 케냐의 선지 소시지이다. 동물의 작은 창자에 선지와 고기, 내장, 향신료를 채워 만든다. 숯불에 구워 불맛을 내고 겉이 바삭바삭하게 만든다. 인기 있는 길거리 음식이며, 냐마 초마(바비큐) 등 행사에서 먹기도 한다. 우갈리, 카춤바리, 맥주 등을 곁들인다.
키쿠유, 마사이, 캄바, 루오 등 여러 민족이 즐겨 먹는 음식인 만큼, 지역별로 무투라의 맛에도 차이가 있다. 종류에 따라 마늘, 생강, 고수, 피리피리고추 등을 넣기도 한다.

## 같이 보기
- 순대
- 스모키